# Batalla de Port-Saint-Père (20 d'abril 1793)
Batalla de Port-Saint-Père (La primera batalla de Port-Saint-Père va tenir lloc el 20 d'abril de 1793 durant la revolta de La Vendée. Acaba amb la victòria dels republicans que s'apoderen de Port-Saint-Père).

## Procés
Després d'haver vençut els camperols revoltats a Bretanya, el general Beysser va arribar a Nantes el 16 d'abril de 1793. El 20, va sortir de la ciutat a les 4 o les 6 del matí i va entrar al Pays de Retz.Dumarcet 1998, p. 207-208. Passeja per Port-Saint-Père, a la vora del llac Grand-Lieu.

### Forces implicades
Al costat dels republicans, el general Beysser va comandar 3.000 infants, tant guàrdies nacionals com voluntaris, 200 cavalleria i 8 canons, entre els quals dues peces de 12 lliures. L'avantguarda de 500 persones estava liderada per Labory. A les seves memòries, el líder de Vendée Lucas de La Championnière també estima el nombre de republicans en 3.000.
Pel costat de la Vendée, La Championnière afirma a les seves memòries {A 1} que Pajot i Lapierre només poden reunir 200 homes per defensar la ciutat. També tenen diverses peces d'artilleria, el nombre de les quals varia segons les fonts: La Championnière esmenta tres canons, entre ells un de 18 lliures; Savary parla d'un canó de 24 lliures, un de 8 lliures i diverses tarteres; i Beysser de quatre canons i sis tarteres.

## Procés
Tot i que els encarregats de vigilar la sortida de Nantes, els habitants de Bouguenais no donen l'alarma. Beysser travessa aquesta població, que troba deserta i arriba fins a Bouaye quasi sense ser vist pels revoltats, només havent trobat com a obstacles dues trinxeres tallant la carretera principal al nivell del bosc de Noë.
Al matí, a les onze, els republicans van començar a canonejar Port-Saint-Père. Els Vendéans posen el seu canó de 18 lliures a la carretera principal i els altres dos al cementiri. Els insurgents van intentar defensar el pas, esperant reforços de Charette a Machecoul. Tanmateix, les peces republicanes estan millor servides que les dels Vendéans. Després d'un llarg canoneig, els caps Pajot i Lapierre van resultar ferits i es van haver de retirar. Privats dels seus líders, els insurrectes es dissolen. Segons Lucas de La Championnière, Chauvet, antic guàrdia nacional, que havia passat per davant de l'ajudant de camp de Pajot després de ser capturat pels vendeans, va tornar a canviar de partit i va proporcionar als republicans una barca per travessar-los el riu. Tanmateix, aquest relat no està confirmat per cap altra font segons l'historiador Lionel Dumarcet. Després de tres hores i mitja de combat, i almenys 250 canonades disparades, Port-Saint-Père va quedar en mans dels republicans. Aquests últims porten llavors vaixells des de Nantes per establir un pont.
Beysser va romandre dos dies a Port-Saint-Père, abans de marxar el 22 d'abril per atacar Machecoul.

## Pèrdues
El general Beysser va escriure al departament {A 2.} que les seves pèrdues van ser només un home mort i sis ferits. Declara ignorar les pèrdues dels "bandits", especificant que només es van trobar dos homes morts al lloc, i afirma haver confiscat quatre canons i sis tarteres.